# Roger et ses humains
 (février 2024).
- Si vous ne connaissez pas le sujet, laissez ce bandeau (vous pouvez alors contacter les auteurs).
- Si vous supprimez le contenu mis en cause (vous pouvez préalablement contacter les auteurs),

argumentez précisément cette suppression dans la page de discussion
(un manque de référence n'est pas un argument ; une recherche réelle de référence doit avoir été effectuée, être formellement documentée).
Roger et ses humains est une série de bande dessinée en strips dessinée par Paka, scénarisée par Cyprien Iov et colorisée par Marie Ecarlat et Kmixe et débutée en 2015. Il s'agit de la première publication de Cyprien. Il existe une version animée disponible sur YouTube produite par Dupuis Edition & Audiovisuel (Ellipse Animation). 
Hugo, jeune chômeur accro à Internet et aux jeux vidéo, mène une vie ordinaire avec sa petite amie, Florence (qui est active et travailleuse). Mais un jour, il découvre dans son salon un colis qui renferme un robot avec une intelligence artificielle, qu'il nomme Roger. Ils vont devoir tous trois apprendre à vivre ensemble, malgré des disputes et bien d'autres choses de la vie quotidienne. Ils devront aussi déjouer les plans de plusieurs personnes malveillantes qui tentent de s'emparer de Roger pour s'en servir comme arme.

## Résumé
Roger est découvert par Hugo et Florence et apprend peu à peu la vie des humains. Le couple découvre finalement que Charles, le père d'Hugo, a créé Roger pour le compte de l'armée et n'a pu se résoudre à les laisser l'utiliser comme arme. Florence mettra alors Roger à la porte, se rendant compte du danger qu'il représente. Le robot vadrouillera quelque temps, puis sera repris par Hugo et Florence, qui ne peuvent plus se passer de lui. Toutefois, il ne se doute pas qu'une mystérieuse organisation criminelle (commandée par T.Boss) est décidée à s'emparer de lui et à le contrôler. L'armée, ayant retrouvé Roger, intervient pour le capturer et envoie le puissant ROBOT 01. Roger s'en débarrasse pour protéger ses amis et échappe également à une tentative de piratage de l'organisation.
Lors du tome 2, Florence et Hugo seront de plus en plus distants et finiront par se séparer. Parallèlement, Balky, un politicien sans scrupules fera passer une loi interdisant les robots « Boobeuls », autres créations de Charles, ce qui forcera Roger à quitter la ville. En réalité, tous les robots saisis sont stockés et seront utilisés par T.Boss pour capturer Roger. Afin de protéger Hugo et Florence des Boobeuls maléfiques, Roger se fera exploser au milieu de ceux-ci. Les dernières cases montrent Hugo en pleurs devant le cratère de l'explosion.
Dans le tome 3, Charles parvient à reconstruire Roger, permettant aux trois amis de reprendre le cours de leur vie. Hugo et Florence fondent alors leur propre société de jeux vidéo (Hugo crée les jeux et Florence gère la partie administrative) et tentent d'obtenir des fonds grâce au financement participatif. Ils sont alors contactés par Takahata Mizuki, une femme d'affaires japonaise travaillant pour la société Sugoi Corp, qui les invite à Tokyo et leur propose une association : Sugoi Corp finance une partie de leur entreprise et s'occupe de la distribution du jeu. Le couple accepte et rentre chez eux. Mais ils découvrent trop tard que Mizuki les a escroqués et qu'elle cherchait en réalité à faire main basse sur Roger en les ruinant. Le robot est alors saisi par les huissiers et récupéré par Mizuki, qui efface sa mémoire et le force à travailler pour elle et gérer la cryptomonnaie de Sugoi Corp. Roger est toutefois sauvé par ses amis, aidés de Charles et d'un T.Boss repenti et retrouve la mémoire. Il rentre alors chez lui, non sans avoir ruiné Mizuki.

## Personnages

### Principaux
- Hugo : jeune adulte naïf et fainéant passionné de jeux vidéo, il voit sa vie changée par l'arrivée de Roger dans son appartement. Malgré des caractères radicalement différents, les deux personnages deviendront amis. Hugo se montre incapable d'entretenir son appartement et possède une hygiène douteuse, ainsi qu'une grande immaturité. Toutefois, il fait preuve d'une amitié sincère envers Roger et d'une grande fidélité envers ses proches. Il ne veut pas être actif professionnellement et quand lui et Florence créent une entreprise de jeux vidéo, il est pour la première fois contraint de travailler le plus possible, parfois jusqu'à épuisement. Quand il faut gérer l'appartement, soit il fait le strict minimum, soit il se débrouille pour que ce soit Roger qui s'en occupe.
- Roger : robot créé initialement par l'armée pour servir d'arme, Roger se retrouve malgré lui dans l’appartement d'Hugo et Florence, qui lui feront découvrir la vie des humains. Malgré un regard sévère et cynique sur l'humanité, Roger éprouve une amitié et une affection sincère pour le jeune couple, allant jusqu'à se sacrifier pour eux à la fin du tome 2 (il sera toutefois reconstruit par la suite). Malgré sa grande intelligence et de nombreuses compétences, Roger se montre incapable de mentir (cette notion ne lui ayant jamais été implantée) bien qu'il ait réussi à le faire à deux reprises dans le dessin animé (une fois en cachant le secret du grand-père d'Hugo et une fois après s'être mis en veille quand Florence lui racontait ses problèmes). Il fait preuve de curiosité envers les humains que ce soit leurs activités ou certaines choses qu'ils sont capables de faire et non lui comme en s'incrustant dans les rêves de ses amis dans le dessin animé pour voir ce que ça fait ou en voulant faire l'amour. Cette curiosité peut parfois s'apparenter à une certaine innocence. Mais son attitude à souvent tendance à embarrasser Hugo et Florence voire à les mettre en danger. Il s'avère être un bourreau des cœurs car il arrive à avoir une relation "sexuelle" avec une femme qu'il a rencontré dans la rue grâce à Crépon (mais elle a embrassé le chien) mais dans le dessin animé il arrive à avoir des rapports avec Le Chat, Solène (une amie de Florence) et Florence. Quand il sort de l'appartement, il se déguise soit en portant en T-shirt bleu, un short bleu et une perruque blonde (ce qui le fait ressembler à un enfant, d'autant plus qu'il a la même taille qu'un enfant), soit en portant un imperméable avec une perruque et une moustache noires (il est souvent pris pour un exhibitionniste dans cette tenue). Malgré sa grande intelligence, il peut faire preuve d'une naïveté parfois enfantine comme quand il se fait avoir par un spam et utilise la carte bancaire d'Hugo. Il est très doué pour les jeux vidéo à l'exception des simulateurs de drague.
- Florence : compagne d'Hugo. Contrairement à lui, elle travaille et entretient l’appartement. Dynamique et autoritaire, elle se montre souvent mécontente de la paresse et de la naïveté de son petit ami et se met aussi régulièrement en colère, notamment à cause de la misogynie de ses collègues masculins. Florence est également accro aux réseaux sociaux[2]. Elle démissionne de son travail dans le tome 2 et fonde avec Hugo une entreprise de création de jeux vidéo qu'elle dirige d'une main de fer. Dans son couple, c'est elle qui a le plus les pieds sur terre et rappelle souvent Hugo à l'ordre quand il va trop loin dans ses délires.

### Récurrents
- Charles : père d'Hugo. Très naïf (voire idiot), il travaille néanmoins pour l'armée dans le tome 1, sur la conception de Roger, plus précisément en lui intégrant la capacité de mentir (chose qu'il n'a pas réussi à faire). Toutefois, Charles se rendra compte de la puissance et de la dangerosité du robot et le cachera chez son fils, afin qu'il ne soit pas utilisé comme arme. Renvoyé de l'armée à la fin du tome 1, il est ensuite embauché par une entreprise, pour laquelle il créera le "Boobeul", un robot domestique (jugé de piètre qualité par Roger). Dans le tome 3, Charles, désormais au chômage, sera contraint de quitter son appartement pour une colocation avec des étudiants dynamiques, branchés et très à cheval sur les règles (ce qui ne lui plaira pas du tout). Tandis que dans la bande dessinée, il semble entretenir une certaine complicité avec Hugo, dans le dessin animé il ne s'intéresse pas du tout à son fils au point de ne pas retenir son nom. Dans le dessin animé, il a tendance à écraser les cigarettes qu'il vient à peine d'allumer et apparaît comme moins idiot que dans la bande dessinée.
- Pascal : ami d'Hugo. Comme ce dernier, il est joueur de jeux vidéo, mais est actif professionnellement (il exerce le métier d'ingénieur dans l'aérospatial). Il est surnommé "Pascalou" par Hugo dans le dessin animé, surnom qui agace Florence.
- La mère de Florence : sévère, autoritaire et fortunée[3], elle n'apprécie pas du tout Hugo, qu'elle considère comme un incapable. Elle a même une photo de lui sur laquelle elle jette des couteaux afin de se défouler. Elle s'entend très bien avec Roger.
- T.Boss[4] : meneur d'une organisation criminelle, reconnaissable à ses cicatrices et à son imposante carrure. Il tente de s'approprier Roger et de le pirater pour servir ses intérêts. Il essuie une défaite à la fin du tome 1, puis s'allie avec Balky dans le tome 2. Dans le tome 3, T.Boss a complément changé de vie, étant devenu un honnête vendeur en grande surface. A la recherche d'amis (qui lui manquent dans la vie normale), il entrera en contact avec Hugo et Roger qui, d'abord méfiants, accepteront de le fréquenter par la suite. Son vrai nom est Thierry Boss.
- Solène (jamais nommée dans la bande dessinée) : amie de Florence. Dans la bande dessinée, elle est une collègue de celle-ci. Dans le dessin animé, elle est kinésithérapeute. Dans l'épisode "Stagiaire", elle a amené Roger à son cabinet pour lui faire découvrir son métier. Elle a développé une brève attirance sexuelle pour lui à ce moment-là.
- Le Chat : Comme son nom l'indique, il est le chat d'Hugo et Florence. Sous ses airs mignons se cache un tyran (Roger le qualifie de dictateur dans le dessin animé). Il rêve de dominer le monde ce qui inquiète un peu Roger. Il est d'ailleurs l'un des rares personnages à réussir à prendre le dessus sur le robot comme en faisant les yeux doux pour l'empêcher de le tuer ou en l'enfermant dans une caisse pour animaux dans le dessin animé. S'il semble détester Crépon au début (il demande à Roger de le laisser courir dans la rue pour qu'il se fasse écraser par une voiture et essaie de faire tomber un couteau sur lui), il en devient vite son protecteur en attaquant avec férocité ceux qui menacent le chiot.
- Crépon : Le chiot d'Hugo et Florence qui apparait dans le tome 3. Il est l'un des petits de Gommette, la chienne d'un garçon de la campagne avec qui Roger a sympathisé quand il a dû fuir la ville durant le tome 2 et qui a été tuée durant l'attaque des Boobeuls après avoir mis bas. Il n'obéit et se laisse caresser que par Florence et attaque Hugo quand il s'approche trop. C'est grâce à lui que Roger à réussi à séduire une fille. Dans le dessin animé, c'est Roger qui l'offre à Hugo et Florence après une précédente tentative de leur offrir un animal de compagnie (un rhinocéros) qui s'est soldée par un échec. Ici, il est beaucoup plus docile et se laisse caresser par Hugo. C'est d'ailleurs lui qui le nomme dans le dessin animé (après avoir d'abord proposé Prépuce puis "Petit être de sang arraché à ses frères et sœurs ainsi que ces parents pour être vendu à des humains comme un simple objet persuadé que ça comblera un manque affectif" par Roger) alors que c'est Florence qui le fait dans la bande dessinée (Gommette et Crépon sont deux mots faisant référence aux articles que l'on peut trouver dans une papeterie).

## Publication
Le second tome de Roger et ses humains sort en octobre 2018, après une pré-publication des premières planches dans le magazine Spirou le 8 août de la même année.

## Tomes
1. Tome 1, 20 novembre 2015, 96 p. (ISBN 978-2-8001-6419-9)
2. Tome 2, 26 octobre 2018, 96 p. (ISBN 978-2-8001-6729-9)
3. Tome 3, 27 novembre 2020, 93 p. (ISBN 979-1-0347-4362-9)

## Réception
Le premier tome, grâce à la popularité de son scénariste, devient numéro un des ventes de bande dessinées dès les premiers jours après sa sortie, notamment sur les sites de vente en ligne,. Elle connaît un succès moindre dans les librairies et grandes surfaces, où elle n'est classée que durant sa première semaine de commercialisation, à la vingt-deuxième place tous genres littéraires confondus et à la quatrième place du classement BD. Sur le total des ventes BD, Roger et ses humains se maintient durant dix-huit semaines dans le top 15,.

## Adaptation animée
Roger et ses humains est adaptée en série animée, produite par la société Dupuis Edition & Audiovisuel (Ellipse Animation). Trois pilotes sortent sur YouTube en octobre 2018. Composée de 43 épisodes de 2 minutes, la série est diffusée hebdomadairement à partir du 22 juillet 2020. Une saison 2 sort en 2021, dans un premier temps en exclusivité sur Animation Digital Network puis sur YouTube.
Dans le casting, il y a les voix de Léopoldine Serre pour Florence, Antoine Schoumsky pour Hugo, Cyprien Iov pour Roger. Ludovik pour Pascal et le Père Noël et Audrey Pirault pour l'amie de Florence. Brigitte Lecordier est la directrice artistique.